# European Football League 1993
In der Saison 1993 der European Football League wurde eine Qualifikationsrunde in vier Gruppen ausgespielt, wobei die jeweiligen Gruppensieger für das Halbfinale qualifizieren konnte. Im Eurobowl VII, der im Brüsseler Heysel-Stadion ausgetragen wurden, gewannen die London Olympians gegen die letztjährigen Gewinner Amsterdam Crusaders mit 42 zu 21.

## Qualifikationsrunde

### Gruppe A
| Datum  | Heim                       | Ergebnis | Gast                       |
| ------ | -------------------------- | -------- | -------------------------- |
|        | Amsterdam Crusaders        | 56:0     | Leuven Lions               |
|        | Leuven Lions               | 0:106    | Aix-en-Provence Argonautes |
| 8. Mai | Aix-en Provence Argonautes | 26:54    | Amsterdam Crusaders        |

|    | Verein                     | Sp | Punkte | TD     | Diff. |
| -- | -------------------------- | -- | ------ | ------ | ----- |
| 1. | Amsterdam Crusaders        | 2  | 4:0    | 110:26 | +84   |
| 2. | Aix-en Provence Argonautes | 2  | 2:2    | 132:54 | +78   |
| 3. | Leuven Lions               | 2  | 0:4    | 0:162  | −162  |

### Gruppe B
In der Gruppe B zogen die Westside Vikings Oslo (NOR) ihre Teilnahme vorzeitig zurück, so dass es nur ein Spiel gab.
| East City Giants Helsinki | Uppsala 86'ers | 40:35 |

|    | Verein                    | Sp | Punkte | TD    | Diff. |
| -- | ------------------------- | -- | ------ | ----- | ----- |
| 1. | East City Giants Helsinki | 1  | 2:0    | 40:35 | +5    |
| 2. | Uppsala 86'ers            | 1  | 0:2    | 35:40 | −5    |

### Gruppe C
In der Gruppe C ermittelten jeweils zwei Teams in Hin- und Rückspiel einen Sieger, diese trafen dann in einem Spiel aufeinander.
| St. Gallen Raiders       | Cardkey Raiders Den Haag | 28:31 |
| Cardkey Raiders Den Haag | St. Gallen Raiders       | 50:20 |
| Pharaones Milano         | Graz Giants              | 35:7  |
| Graz Giants              | Pharaones Milano         | 7:35  |
| Cardkey Raiders Den Haag | Milano Pharaones         | 36:34 |

### Gruppe D
In der Gruppe D spielten nur die Düsseldorf Panther und die London Olympians. Eigentlich waren Hin- und Rückspiel geplant; aus Kostengründen fand aber nur ein Spiel statt.
| Düsseldorf (2136 Zuschauer) | Düsseldorf (2136 Zuschauer) | Düsseldorf (2136 Zuschauer) | Düsseldorf (2136 Zuschauer)                           | Düsseldorf (2136 Zuschauer)                           | Düsseldorf (2136 Zuschauer)                           | Düsseldorf (2136 Zuschauer)                           |
| --------------------------- | --------------------------- | --------------------------- | ----------------------------------------------------- | ----------------------------------------------------- | ----------------------------------------------------- | ----------------------------------------------------- |
| Team                        | Team                        | Punkte                      | Q1                                                    | Q2                                                    | Q3                                                    | Q4                                                    |
| Düsseldorf Panther          | Düsseldorf Panther          | 29                          | 6                                                     | 8                                                     | 8                                                     | 7                                                     |
| London Olympians            | London Olympians            | 32                          | 13                                                    | 6                                                     | 6                                                     | 7                                                     |
| Panther                     | Olympians                   | Spieler                     | Spielzug                                              | Spielzug                                              | Spielzug                                              | Spielzug                                              |
| 6                           | 0                           | Dirk Hansen                 | Lauf                                                  | Lauf                                                  | Lauf                                                  | Lauf                                                  |
| 6                           | 7                           | Richard Dunkley             | Lauf (PAT Darren Cooper)                              | Lauf (PAT Darren Cooper)                              | Lauf (PAT Darren Cooper)                              | Lauf (PAT Darren Cooper)                              |
| 6                           | 13                          | Kevin Daley                 | Lauf                                                  | Lauf                                                  | Lauf                                                  | Lauf                                                  |
| 6                           | 19                          | Kevin Daley                 | Lauf                                                  | Lauf                                                  | Lauf                                                  | Lauf                                                  |
| 14                          | 19                          | Christian Lemm              | 20-Meter Pass von Dirk Hansen (Conv. Uwe Steingräber) | 20-Meter Pass von Dirk Hansen (Conv. Uwe Steingräber) | 20-Meter Pass von Dirk Hansen (Conv. Uwe Steingräber) | 20-Meter Pass von Dirk Hansen (Conv. Uwe Steingräber) |
| 14                          | 25                          | Richard Dunkley             | Lauf                                                  | Lauf                                                  | Lauf                                                  | Lauf                                                  |
| 22                          | 25                          | Francesco Mavaro            | Lauf (Conv. Dirk Hansen)                              | Lauf (Conv. Dirk Hansen)                              | Lauf (Conv. Dirk Hansen)                              | Lauf (Conv. Dirk Hansen)                              |
| 29                          | 25                          | Bodo Flemming               | Lauf (PAT René Pitzner)                               | Lauf (PAT René Pitzner)                               | Lauf (PAT René Pitzner)                               | Lauf (PAT René Pitzner)                               |
| 29                          | 32                          | Richard Dunkley             | Lauf (PAT Darren Cooper)                              | Lauf (PAT Darren Cooper)                              | Lauf (PAT Darren Cooper)                              | Lauf (PAT Darren Cooper)                              |

## KO-Runde
|  | Halbfinale             | Halbfinale                | Halbfinale |  |  | Eurobowl VII - Brüssel | Eurobowl VII - Brüssel | Eurobowl VII - Brüssel |
|  |                        |                           |            |  |  |                        |                        |                        |
|  |                        |                           |            |  |  |                        |                        |                        |
|  | Finnland               | East City Giants Helsinki | 29         |  |  |                        |                        |                        |
|  | Vereinigtes Konigreich | London Olympians          | 34         |  |  |                        |                        |                        |
|  |                        |                           |            |  |  | Vereinigtes Konigreich | London Olympians       | 42                     |
|  |                        |                           |            |  |  | Niederlande            | Amsterdam Crusaders    | 21                     |
|  | Niederlande            | Cardkey Raiders Den Haag  | 7          |  |  |                        |                        |                        |
|  | Niederlande            | Amsterdam Crusaders       | 22         |  |  |                        |                        |                        |
|  |                        |                           |            |  |  |                        |                        |                        |